# Toxares shigai
Toxares shigai är en stekelart som beskrevs av Hajimu Takada 1965. Toxares shigai ingår i släktet Toxares och familjen bracksteklar. Inga underarter finns listade i Catalogue of Life.